# Хауэнштайн (объединённая община)
Хауэнштайн (объединённая община) (нем. Verbandsgemeinde Hauenstein) — коммуна в Германии, в земле Рейнланд-Пфальц. 
Входит в состав района Юго-западный Пфальц. Подчиняется управлению Хауэнштайн.  Население составляет 8765 человек (на 2023 год). 